# Craugastor melanostictus
Espèce
Synonymes
- Lithodytes melanostictus Cope, 1875
- Eleutherodactylus melanostictus (Cope, 1875)
- Hylodes platyrhynchus Günther, 1900

Statut de conservation UICN

 LC  : Préoccupation mineure
Craugastor melanostictus est une espèce d'amphibiens de la famille des Craugastoridae.

## Répartition
Cette espèce se rencontre au Costa Rica et dans l'ouest du Panamá de 1 150 à 2 700 m d'altitude dans les cordillères de Tilarán, Centrale et de Talamanca.

## Publication originale
- Cope, 1876 "1875" : On the Batrachia and Reptilia of Costa Rica : With notes on the herpetology and ichthyology of Nicaragua and Peru. Journal of the Academy of Natural Sciences of Philadelphia, sér. 2, vol. 8, p. 93–154 (texte intégral).